# Parcul Beihai
Parcul Beihai (în chineză simplificată: 北海公园; chineză tradițională: 北海公園; pinyin: Běihǎi Gōngyuán) este o grădină imperială din Beijing, cu o vechime de peste 1.000 de ani. Numele Beihai (în chineză simplificată: 北海; pinyin: Běihǎi, literalmente „Marea Nordului”) face referire la lacul care formează cea mai mare parte a suprafeței sale și care este situat chiar la nord de Zhongnanhai (literalmente „mările sudice și centrale”).
Construcția parcului a început în secolul al X-lea în timpul dinastiei Liao. Cu o suprafață de peste 68 ha, este una dintre cele mai mari grădini chinezești, dispusă în jurul lacului, conținând multe clădiri istorice, printre care temple și palate, precum o stupă albă, emblemă a parcului, construită pe o insulă din mijlocul lacului.
La fel ca multe grădini imperiale chinezești, a fost construită într-un spirit de imitație a celor mai remarcabile peisaje și arhitecturi din China. Anterior închis, parcul este acum deschis publicului și ușor accesibil cu mijloacele de transport în comun.

## Istoric
Istoria parcului Beihai se întinde succesiv pe perioadele dinastiilor Liao, Jin, Yuan, Ming, Qing. Construcția începe sub Liao și este legată de o legendă chineză: în speranța de a trăi veșnic, împărații chinezi, după ce nu au reușit să descopere Penlai, Yingzhou și Fangzhang, trei munți magici pe care trăiau nemuritori care dețineau secretul nemuririi, au construit parcuri imitând acești trei munți.
Fiecare dintre următoarele dinastii au renovat și parțial reconstruit parcul, care era apoi folosit de împărați și de familiile lor. Majoritatea clădirilor actuale datează din dinastia Qing. În particular, construcția stupei, care a început în 1651, este datorată împăratului Shunzhi, care a dorit să-și arate sprijinul pentru religia budistă și, în special, pentru budismul tibetan, când l-a invitat pe al V-lea Dalai Lama în Beijing. Multe clădiri au fost construite în timpul împăratului Qianlong. Când domnia dinastiei Qing a luat sfârșit în 1912, parcul a fost închis și legat de Orașul Interzis. Din 1925, a fost deschis publicului și cele mai multe temple și alte clădiri situate în parc pot fi vizitate de public.

## Descriere

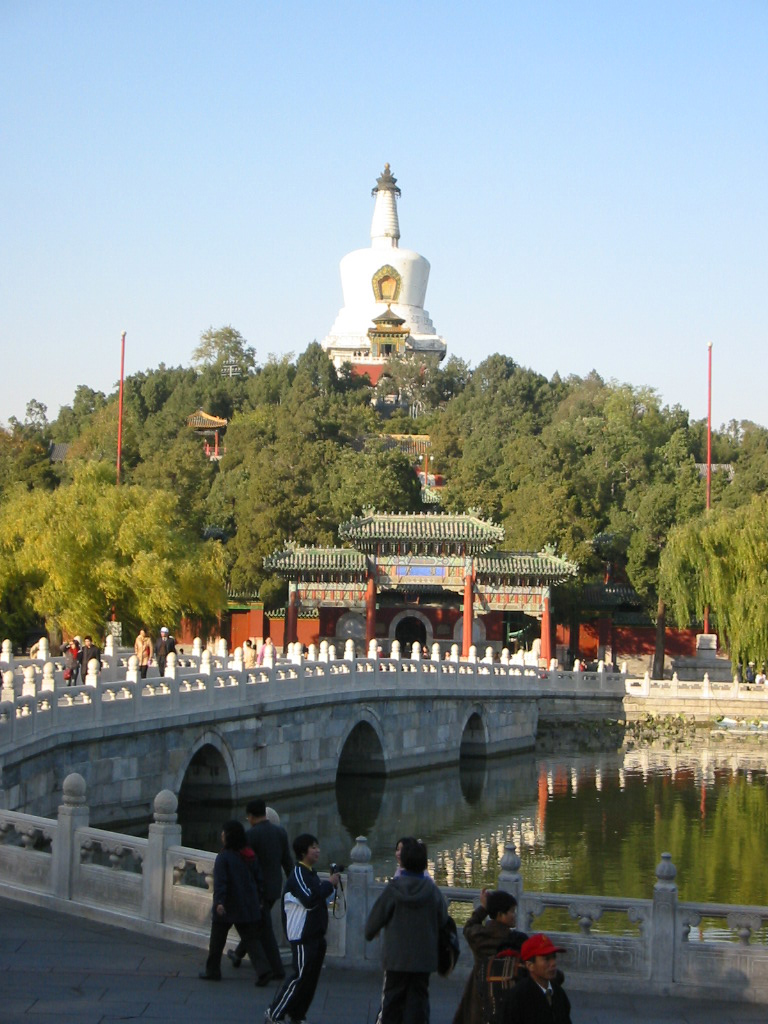
Stupa albă (chörten) este situată pe insula Qionghua, legată de podul Yong'an

Parcul Beihai este situat în inima orașului Beijing, la nord-vest de Orașul Interzis, la vest de parcul Jingshan și în continuarea nordică a Zhongnanhai, sediul guvernului Republicii Populare Chineze. La nord, lacul este conectat la Shichahai.
Parcul se întinde pe mai mult de 68 ha și include un lac cu o suprafață de 39 ha. În acest lac se află punctul central al parcului, Insula Qionghua (în chineză simplificată: 琼华岛; pinyin: Qiónghuádǎo, literalmente „Insula de Jad”). Pe insulă se află o stupă albă (în chineză simplificată: 白塔; pinyin: báitǎ).
În zilele noastre, Parcul Beihai este unul dintre locurile centrale ale vieții din Beijing. Este, de asemenea, o atracție turistică aglomerată. Parcul se deschide devreme și se închide târziu, iar multor localnici le place să se plimbe și să se relaxeze în această zonă. Taxa de intrare este de aproximativ zece yuani. Parcul este deservit de multe autobuze, iar o stație de metrou de pe linia 6 este situată în apropiere (Běihǎi Běi / Beihai Nord).

### Lac
Lacul ocupă jumătate din suprafața parcului. Pot fi închiriate bărci mici pentru plimbare pe lac. Iarna, la fel ca alte lacuri din oraș, lacul înghețat devine un imens loc de joacă pentru localnici.

### Insula Qionghua

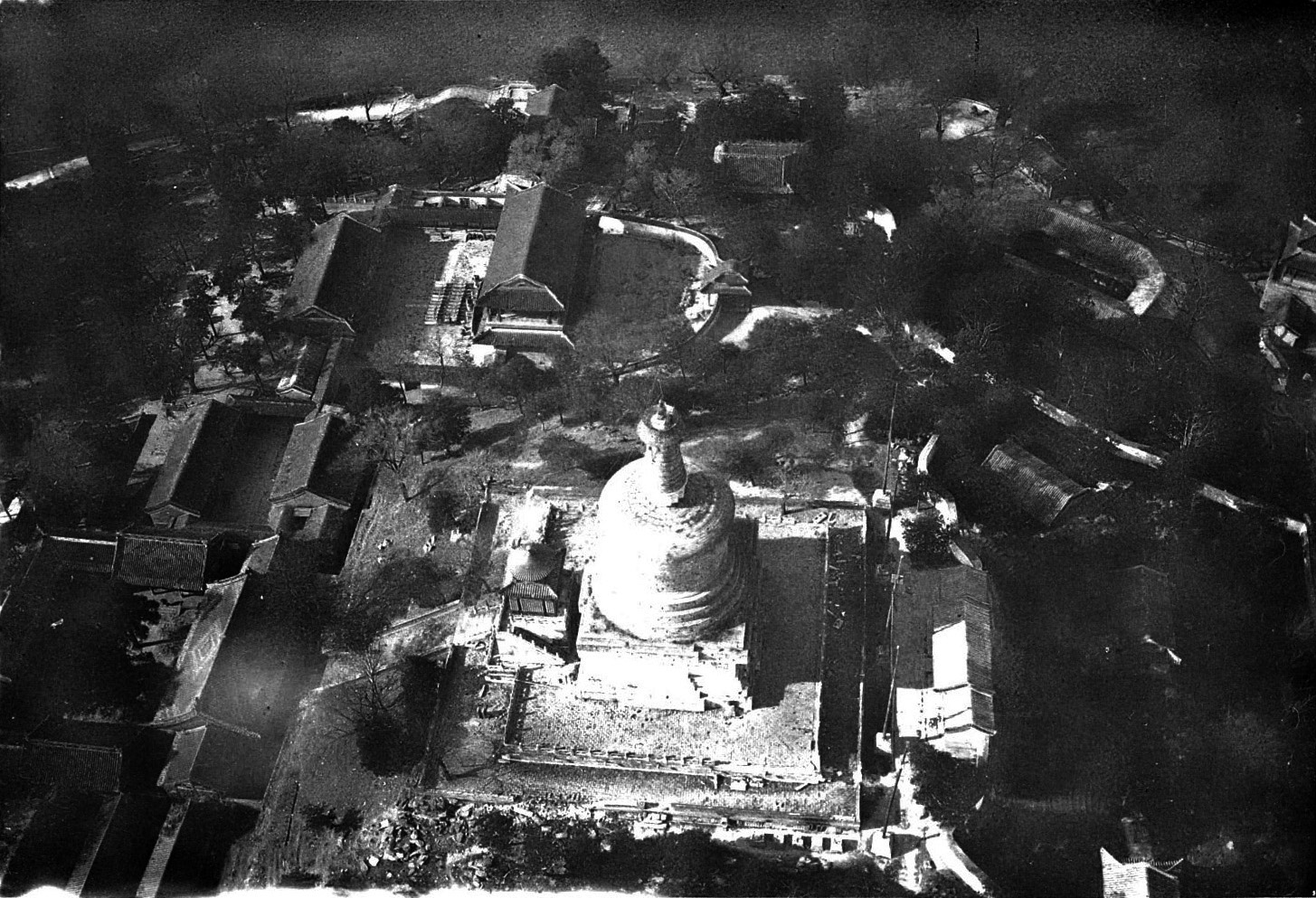
Insula fotografiată dintr-un balon în 1900

Mai multe clădiri sunt amplasate pe insula Qionghua.
Insula este legată de malurile lacului prin două poduri. Spre sud, podul Yong'an (în chineză simplificată: 永安桥, literalmente „Podul Păcii Veșnice”) a fost construit în 1331 sub dinastia Yuan din marmură. Stupa albă a templului Yong'an (în chineză simplificată: 永安寺白塔; pinyin: Yǒng'ān Sì Báitǎ), un chörten, este înaltă de aproximativ 40 m și este vizibilă din întregul parc, fiind simbolul său. Oferă un punct de vedere panoramic asupra întregului parc. Construcția sa, pe ruinele vechiului palat al lunii, a început în 1651 în timpul împăratului Shunzhi, în cinstea vizitei lui Lobsang Gyatso, al V-lea Dalai Lama, din anul precedent. Distrusă de cutremure, a fost reconstruită ulterior. Există un alt chörten uriaș în Beijing, în templul Miaoying, construit în 1279 de newarul Araniko. Multe pietre din jurul acestei insule ar fi fost aduse de la Suzhou de către conducătorii dinastiei Jin.
Templul Yong'an (în chineză simplificată: 永安寺; pinyin: Yǒng'ān Sì, literalmente „Templul Păcii Veșnice”) este o clădire mare care include, printre altele, o clopotniță și un turn cu tambur. Este alcătuit din multe pavilioane și a fost folosit în special de împărații dinastiei Qing.

### Orașul circular
La sud de Parcul Beihai se află „orașul circular” (în chineză simplificată: 团城; pinyin: tuánchéng). Este de fapt o grădină circulară, înconjurată de un zid perimetral cu o lungime de 276 m și o înălțime de peste 6 m. Este legat de insula Qionghua prin podul Yong An, construit în secolul al XIII-lea.
Aici se află Sala Chengguang (în chineză simplificată: 承光殿; pinyin: Chéngguāngdiàn), care găzduiește o statuie a unui Buddha așezat sculptat dintr-o bucată de jad alb. Statuia este originară din Birmania și a fost adusă la sfârșitul dinastiei Qing.
În cadrul orașului circular sunt plantați copaci cu vârsta de câteva secole.

### Secțiunea nord-vestică

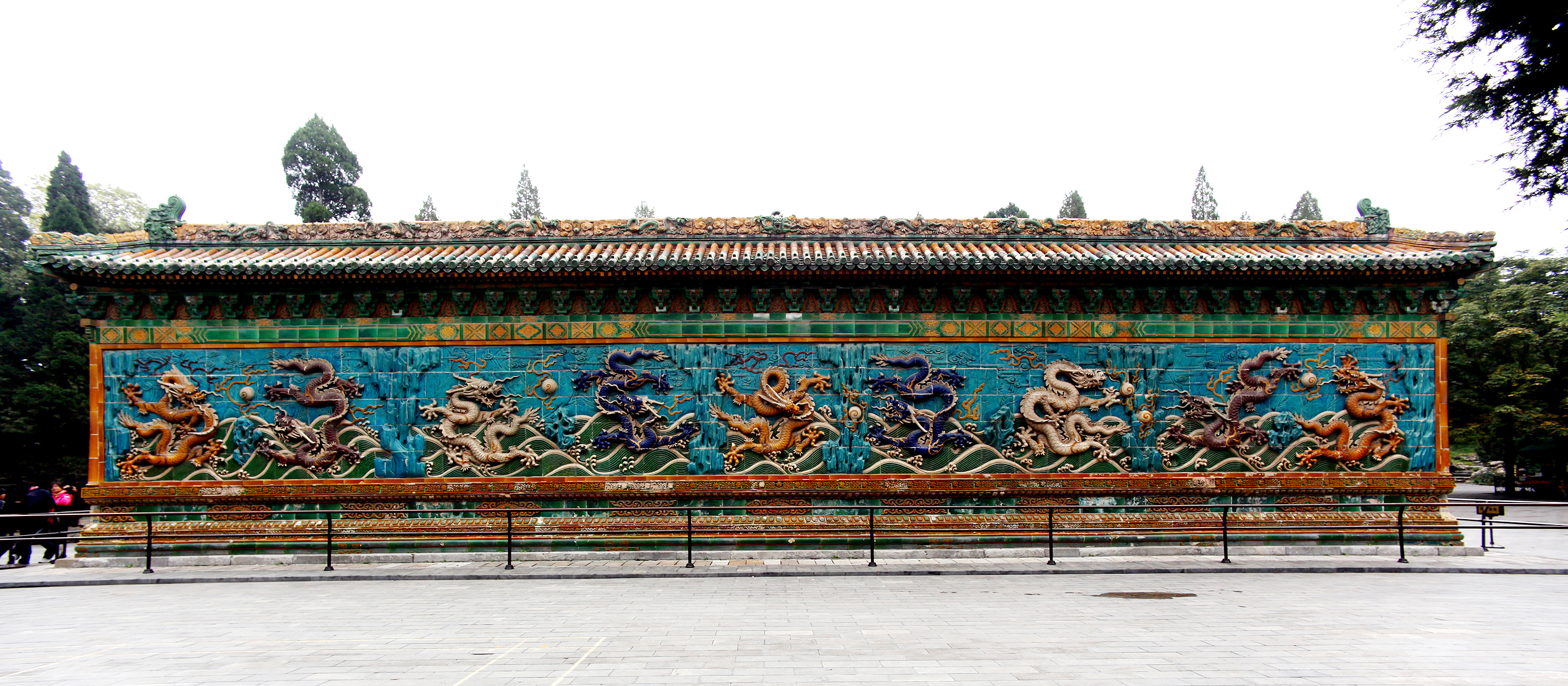
„Zidul celor nouă dragoni”

Partea nord-vestică a parcului include multe construcții. Dintre zidurile dragonului chinezesc, „Zidul celor nouă dragoni” (în chineză simplificată: 九龙壁; pinyin: jiǔlóngbì) este considerat cel mai faimos. Acesta a fost construit în 1756, are o lungime de 27 m, este înalt de peste 6 m și gros de 1,42 m.

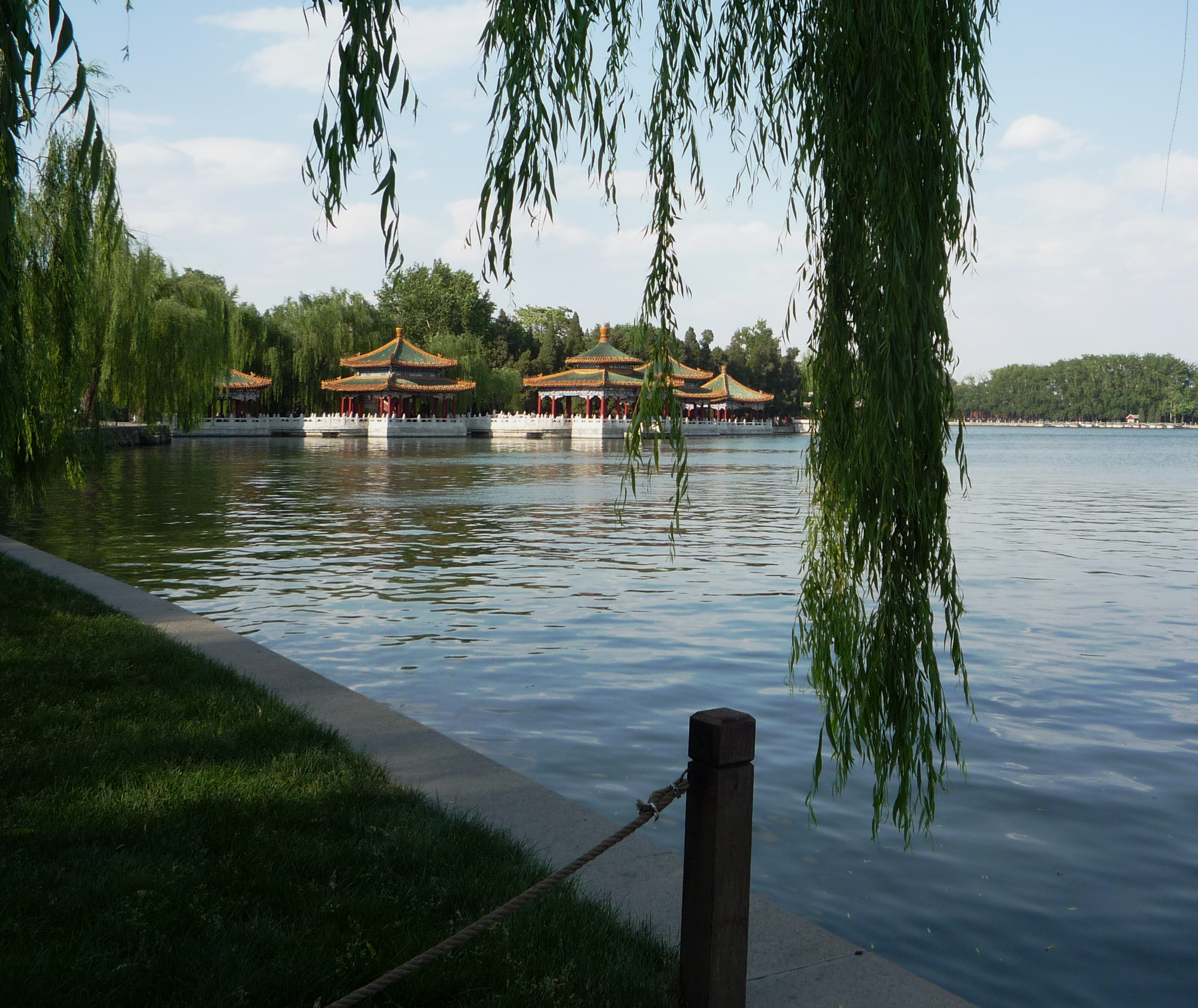
Chioșcurile celor cinci dragoni

„Chioșcurile celor cinci dragoni” (în chineză simplificată: 五龙亭; pinyin: Wǔlóngtíng) sunt o serie de cinci chioșcuri conectate situate pe malul nord-vestic al lacului. Se numește astfel datorită aspectului său atunci când este privit de la distanță: podurile care leagă chioșcurile desenează de fapt forma unui dragon. Construcția complexului a început în 1602. Se spune că împărații apreciau să meargă acolo pentru a contempla spectacolul oferit de Lună.

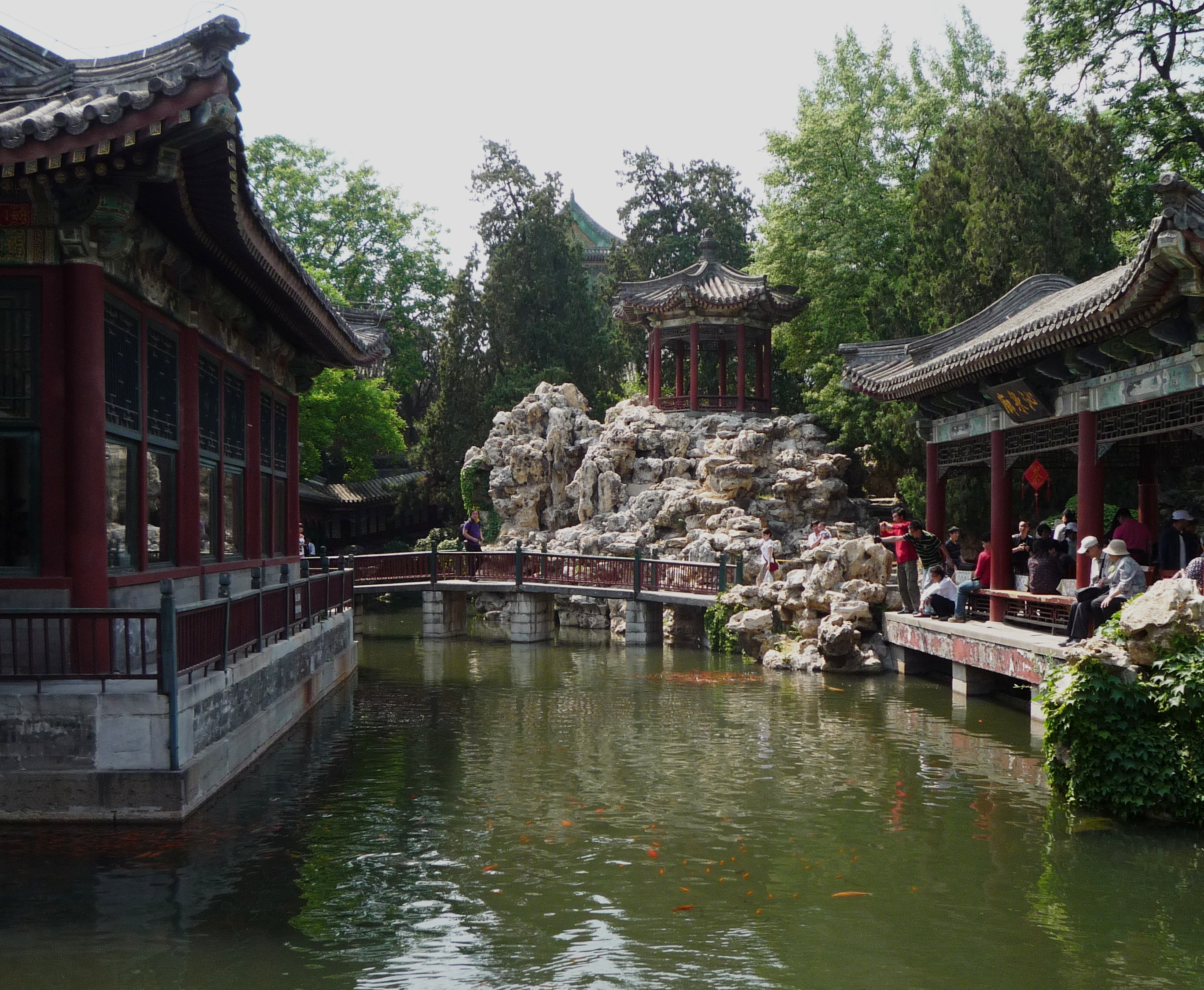
O grădină tradițională chineză în nordul parcului

„Casa meditației” (în chineză simplificată: 静心斋; pinyin: Jìngxīnzhāi), a cărei construcție a fost inițiată în dinastia Ming și care a fost ulterior extinsă sub dinastia Qing, se află la nord de lacul Beihai. Conține pavilioane și grădini.
Un perete gravat cu animale fantastice este expus în partea de nord-est a lacului. Având o culoare metalică, este numit 铁影壁 (în pinyin: tiěyǐngbì). Înalt de 1,9 m  și lung de 3,5 m, datează din dinastia Yuan.
O grădină botanică este prezentă la nordul parcului.

### Secțiunea estică
Malul lung estic al lacului este un loc de promenadă.
Grădina Hao Pu jian (în chineză simplificată: 濠濮间; pinyin: Háo Pú jiān), numită după două râuri din provincia Anhui, datează din 1757. A fost creată în memoria filosofului Zhuang Zi. Un copac datând din timpul dinastiei Tang este plantat în apropiere.

## Floră și faună

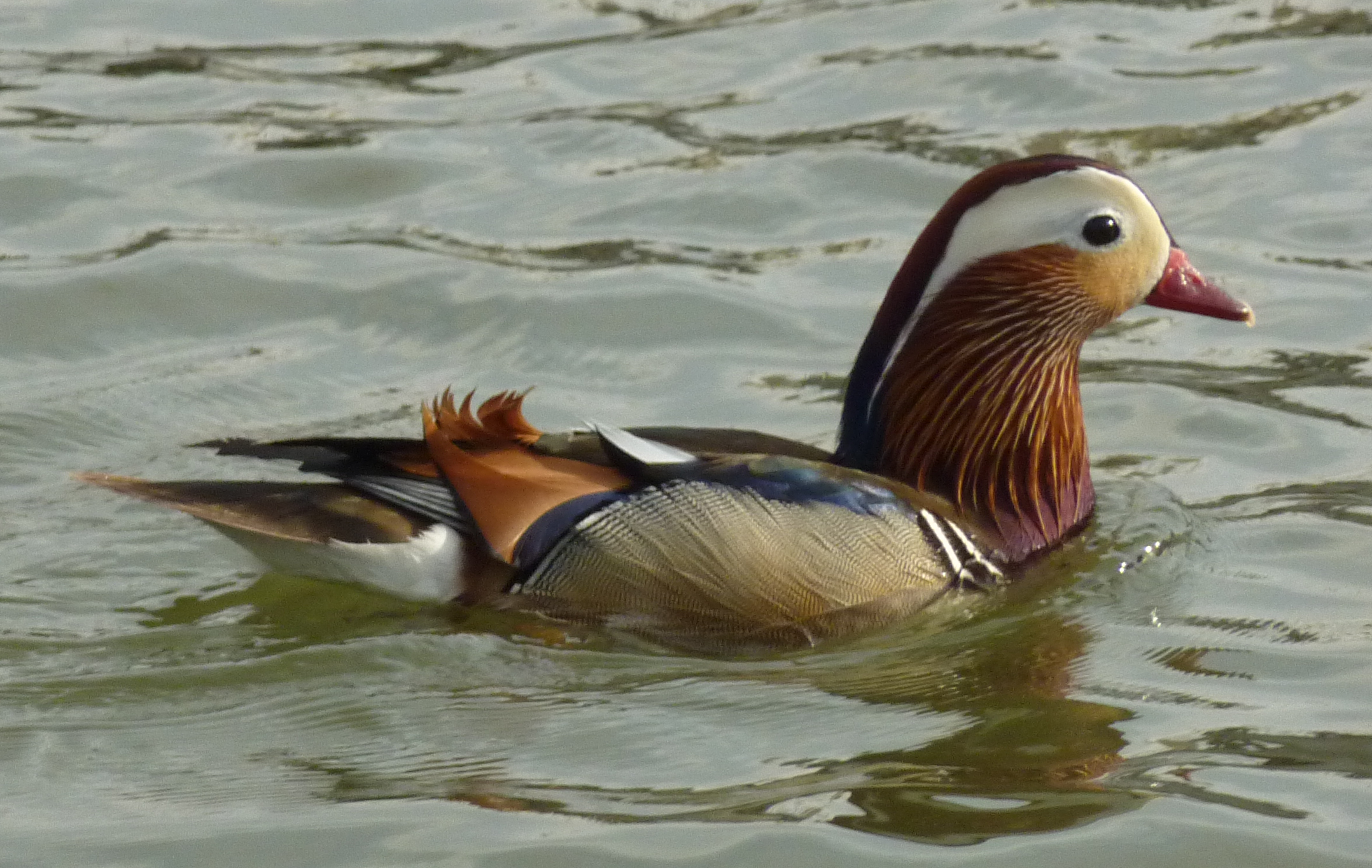
O rață mandarină în Parcul Beihai, Beijing, China

### Faună
Parcul Beihai este unul dintre habitatele rațelor mandarine.

### Floră
Parcul Beihai conține un număr mare de sălcii plângătoare.